# Herti Allmend Stadion
Herti Allmend Stadion – stadion piłkarski w Zug, w Szwajcarii. Może pomieścić 4900 widzów. Na obiekcie swoje spotkania rozgrywają piłkarze klubu Zug 94. Stadion był jedną z aren kobiecych Mistrzostw Europy U-19 w 2018 roku.